# 陶成章
陶 成章（とう せいしょう、1878年1月24日 - 1912年1月14日）は、清末の革命家。光復会を組織し主要メンバーとなった。字は希道、号は煥卿。会稽県（現：柯橋区）陶堰西上塘村出身。

## 生涯
出身の陶堰陶氏の祖籍は江西省潯陽で、宋末、元末の代に戦乱を逃れて浙江省に移住した。その始祖・陶岳は陶淵明の長男・陶儼の子孫であるという。6歳の時に陶氏義塾に入る。15歳より私塾の教師となり、19歳で東湖通芸学堂教師となった。義和団の乱では混乱に乗じて頤和園内に潜入し西太后の暗殺を目論むも失敗。1902年8月から蔡元培の支援で日本の清華学校を経て成城学校に留学し翌年帰国している。1904年10月に蔡元培や龔宝銓と共に上海にて浙江省出身者による光復会を設立し、会長に就任した蔡元培の下、自らは会党の連絡を担った。1905年、徐錫麟等と共に紹興に会党人材を革命運動の根幹に育成するための大通学堂を設立した。1906年には再び訪日、中国同盟会に参加した後に帰国している。
1907年、徐錫麟が安慶にて武装蜂起に失敗すると、陶成章も清朝より指名手配されマレー半島に逃亡し、当地での革命宣伝活動に従事した。1908年に三度目の訪日、同盟会の機関紙である『民報』の編集に従事した。その後孫文が独断で日本政府の資金援助を受けたことで同盟会内部は分裂、1910年には章炳麟等と共に光復会を再結成し、章炳麟が会長に、陶成章が副会長に就任した。武昌起義が発生すると上海に戻り旧光復会を召集、上海の革命活動に参加すると同時に杭州の革命運動を計画した。杭州での革命が達成されると浙江省臨時参議会議長に就任している。
1912年1月14日、病気療養のため上海フランス租界の金神父路広慈医院に入院中、光復会の元会員である王竹卿により暗殺された。暗殺の背後には孫文や陳其美との不和があり、事件の背後には蔣介石の策動もあるといわれた。死後は上海で大規模な追悼式典が開催され、遺骨は杭州に埋葬された。
著書に『浙案紀略』、『中華民族力務消長史』等。湯志鈞により『陶成章集』も編纂されている。